# Arp 220
Arp 220 es el resultado de una colisión entre dos galaxias que ahora están en proceso de fusión. Es el objeto número 220 en el Atlas de galaxias peculiares de Halton Arp.

## Características
Arp 220 es la galaxia infrarroja ultraluminosa (ULIRG) más cercana a la Tierra. IRAS descubrió que casi el 99% de su energía total se emite como radiación infrarroja. A menudo se considera como el prototipo de ULIRG y ha sido objeto de numerosos estudios como resultado. Se cree que la mayor parte de su producción de energía es el resultado de una ráfaga masiva de formación estelar, o starburst, probablemente de la fusión de dos galaxias más pequeñas. De hecho, Arp 220 tiene dos nucléos galácticos. Las dos galaxias comenzaron a fusionarse hace unos 700 millones de años.
En 1997 y 2002, observaciones con Hubble de Arp 220, tomadas en luz visible con la cámara avanzada para sondeos, y en luz infrarroja con NICMOS, revelaron más de 200 enormes cúmulos de estrellas en la parte central de la galaxia. La más masiva de estas agrupaciones contiene 10 millones masas solares. En octubre de 2011, los astrónomos descubrieron siete supernovas récord, todas encontradas al mismo tiempo en Arp 220. Arp 220 contiene al menos dos máseres astrofísicos brillante, un megamáser OH y un máser de agua. Los astrónomos del Radiotelescopio de Arecibo han detectado moléculas orgánicas en la galaxia.
El núcleo occidental es probable un núcleo activo, porque rayos X han sido detectados.